# Les Chênes qu'on abat...
Les chênes qu'on abat... est un livre d'André Malraux, paru en 1971.
Charles de Gaulle s'est retiré à Colombey-les-Deux-Églises, et André Malraux lui rend visite. Malraux interroge ce premier, et s'ensuit un dialogue, relaté dans ce livre.
Le titre fait référence à un vers de Victor Hugo.
Malraux regroupe ensuite cet ouvrage parmi trois autres ouvrages initialement parus entre 1971 et 1975 dans le deuxième tome de la grande fresque Le Miroir des limbes. Revus et complétés, ils sont présentés dans une version définitive en six chapitres : I, II, III : Hôtes de passage. IV : Les chênes qu'on abat... V : La tête d'obsidienne. VI : Lazare.

## Au théâtre
- Le Crépuscule de Lionel Courtot d'après Les Chênes qu'on abat[2], avec Philippe Girard et John Arnold.